# EWR VJ 101
Die EWR VJ 101 war ein strahlgetriebenes, senkrechtstartendes, überschallschnelles deutsches Experimentalflugzeug des Entwicklungsrings Süd (EWR), eines Gemeinschaftsunternehmens der Ernst Heinkel Flugzeugbau GmbH, der Messerschmitt AG und der Bölkow GmbH. Die Bezeichnung VJ stand für „Versuchs-Jäger“. Ursprünglich sollte die Maschine zu einem VTOL-Nachfolger für die F-104G Starfighter weiterentwickelt werden. Diese Pläne wurden später fallengelassen, ebenso wie das Projekt VAK 191 B von VFW-Fokker.

## Geschichte
Die angestrebten Flugleistungen für die VJ 101 basierten zunächst auf den Forderungen des Bundesministeriums der Verteidigung nach einem konventionell startenden Abfang- und Verfolgungsjäger vom September 1956. Diese Forderungen wurden am 30. Oktober 1957 beträchtlich erweitert. Hinzu kamen sowohl Allwettertauglichkeit als auch VTOL-Eigenschaften. Weitere Zusatzforderungen stammen vom 4. Juli 1959, die man zusammenfassen kann in der Formel: VJ 101-Leistung = F-104-Leistung + VTOL. Im September 1959 legte der EWR Süd daraufhin das endgültige Konzept der VJ 101C vor, einem Konzept, welches auch schon ganz ähnlich bei der Bell Aircraft Corporation bei der Entwicklung der später ebenfalls aufgegebenen Bell D188A verfolgt worden war. Am 11. September 1959 wurde der Hauptvertrag unterzeichnet, der nicht nur die Entwicklung, Fertigung und Erprobung von vier Experimentalflugzeugen, sondern auch den Bau von vier Schwebegestellen vorsah.

## VJ 101 A
Auch nach Gründung des EWR Süd am 23. Februar 1959 arbeiteten die Unternehmen Heinkel und Messerschmitt bis Herbst 1959 noch an den eigenen Projekten VJ 101 A und VJ 101 B weiter.
Bei der VJ 101 A handelt es sich um die letzte Version der Heinkel He 231, die in mehrjähriger Arbeit bis zur Konstruktionsreife entwickelt wurde. Ein wichtiger Punkt bei der Auslegung war die Überlegung, für die VTOL-Phase keine gesonderten Hubtriebwerke zu verwenden. Die VJ 101 A6 war ein in Entenbauweise ausgeführter Schulterdecker und mit sechs in schwenkbaren Gondeln eingebauten Triebwerken des Typs Rolls-Royce RB. 153 mit einer Gesamtschubleistung von 107 kN (10.884 kp) ausgerüstet. Beim Senkrechtstart lag die Startmasse bei 9.600 kg. In 20.000 m Höhe sollte Mach 2 erreicht werden.
Bei der Planung fand ein reger Gedankenaustausch mit dem britischen Unternehmen Short Brothers statt, das zur gleichen Zeit an dem VTOL-Versuchsflugzeug Short SC.1 arbeitete, das am 2. April 1957 erstmals flog.

## VJ 101 B
Demgegenüber war Messerschmitts VJ 101 B ein Mitteldecker mit einem Deltaflügel und einem herkömmlichen Leitwerk. Der Rumpf des mit P1227 bezeichneten Projekts hatte einen annähernd rechteckigen Querschnitt. Fast der gesamte Raum zwischen Cockpit und Leitwerk wurde für die Triebwerkanlage benötigt, die aus vier Hub-Marschtriebwerken vom Typ RB. 153 und einem Hubtriebwerk vom Typ RB. 162 bestand. Zur Erzeugung von Hubschub wurden die Gasstrahlen der vier RB.-153-Triebwerke nach unten umgelenkt. Untersucht wurde auch eine Version P 1227/2 mit zwei gesonderten Hubtriebwerken. Das Startgewicht sollte bei 7.000 kg liegen, und in 18.000 m Höhe sollte Mach 2,5 erreicht werden.

## VJ 101 C

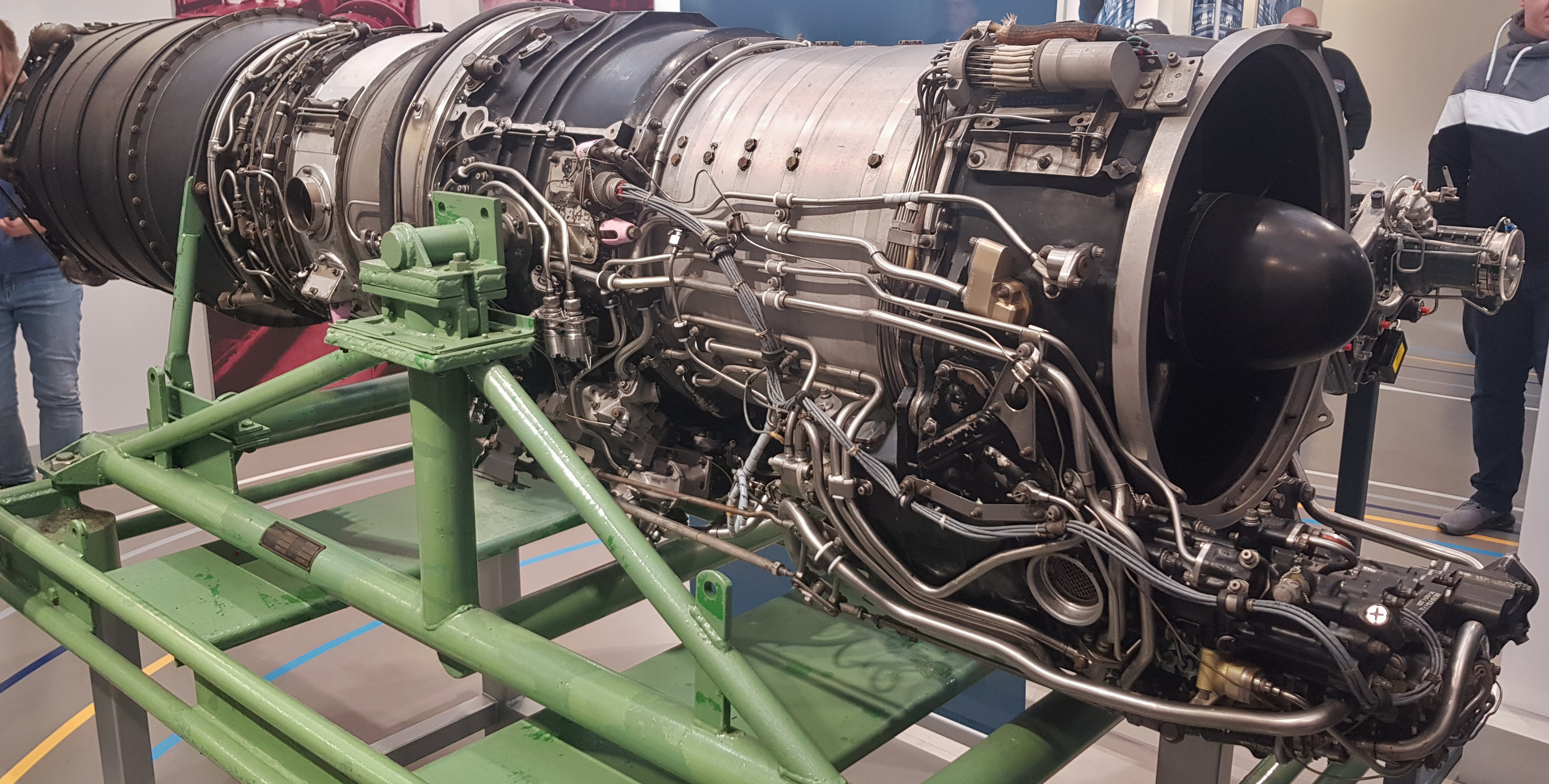
Triebwerk RB145R, getestet auf VJ 101 C-X2

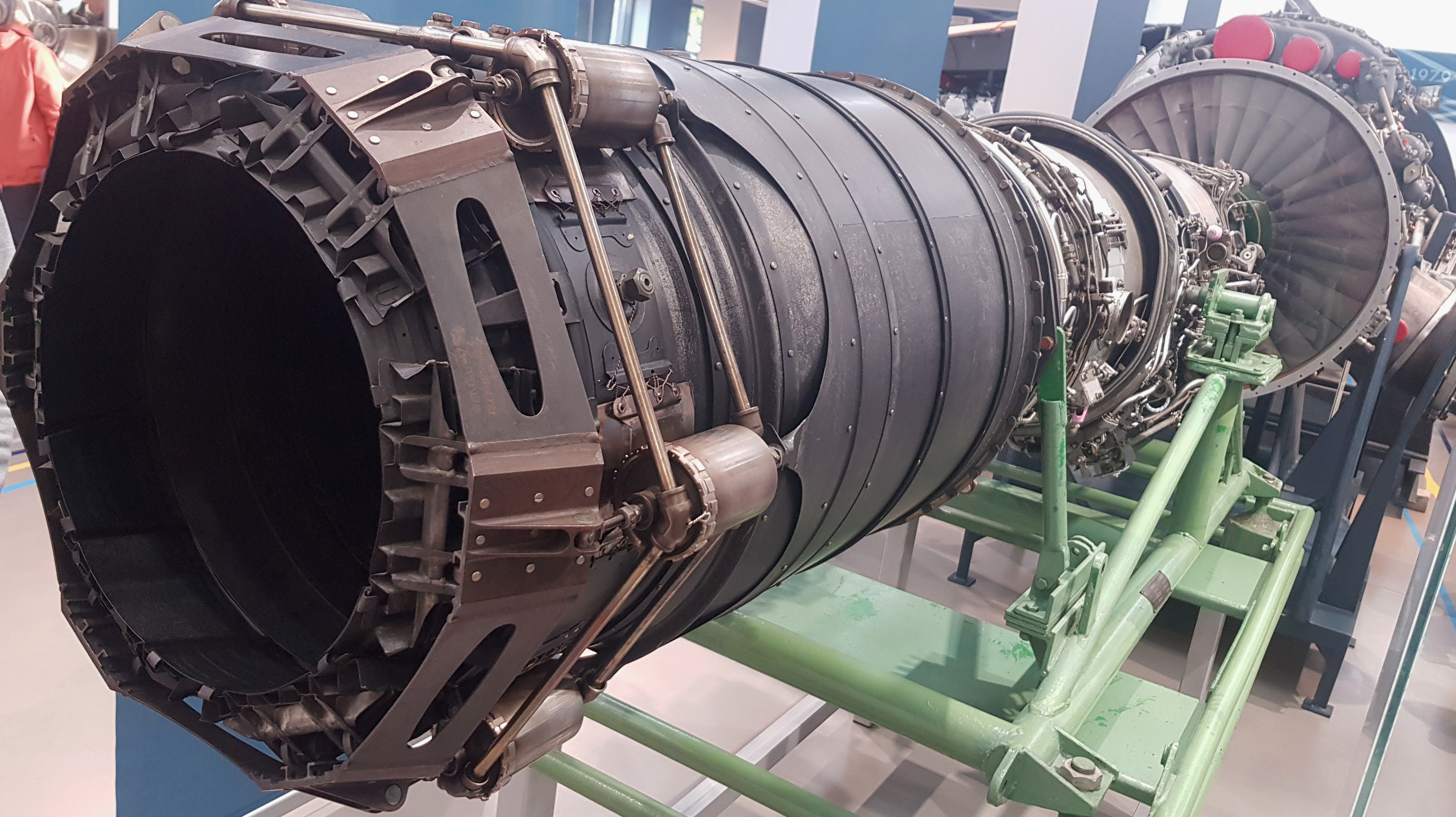
Triebwerk RB145R, getestet auf VJ 101 C-X2

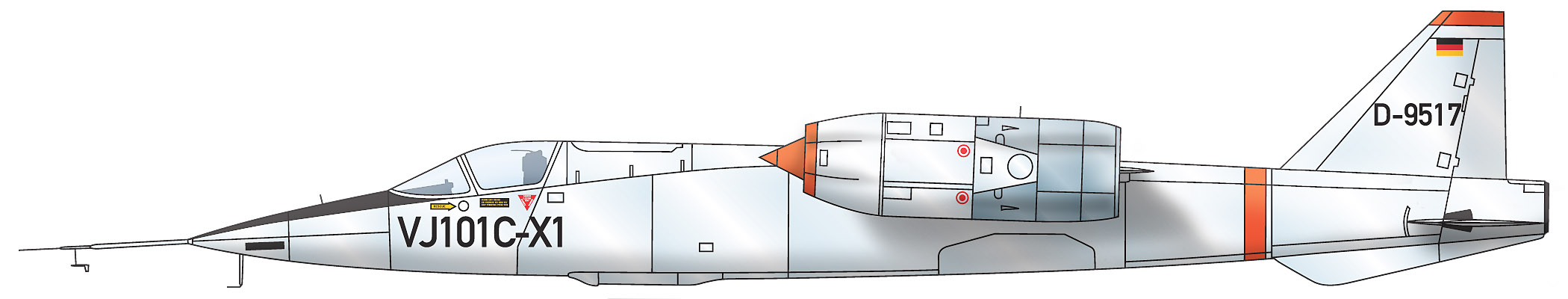
Erster Prototyp der VJ 101 C

Die schließlich vom Entwicklungsring Süd gebaute VJ 101 C vereinte die wesentlichen Merkmale von Heinkels und Messerschmitts Entwürfen.
Die VJ 101 C verfügte über Trapezflügel, ein herkömmliches Leitwerk und schwenkbare Gondeln mit je zwei Triebwerken an den Tragflächenspitzen. Zwei weitere Hubtriebwerke waren im Rumpf eingebaut, um den Schub der vier Haupttriebwerke im Schwebeflug zu ergänzen.
Die VJ 101 C war ein einsitziger Schulterdecker mit einer Länge von 17,30 m, einer Höhe von 4,13 m und einer Spannweite von 6,61 m. Die maximale Abflugmasse betrug 6.100 kg. Das Flugzeug besaß insgesamt sechs Triebwerke vom Typ Rolls-Royce/MAN Turbo RB 145 mit je 12,2 kN Schub (ohne Nachbrenner). Je zwei davon waren in Gondeln an den Tragflächenenden untergebracht. Diese Gondeln konnten für Start und Landung in eine vertikale Lage geschwenkt werden.
Die maximale Geschwindigkeit betrug 1.254 km/h (Mach 1,05). Damit war die VJ 101 C der erste überschallschnelle Senkrechtstarter der Welt. Weitere Flugzeugentwicklungen mit diesen Fähigkeiten waren etwa zeitgleich die Dassault Mirage III V und später die Jakowlew Jak-141. Diese Flugzeuge blieben ebenfalls allesamt Prototypen. Erst mehr als 40 Jahre nach dem Erstflug der VJ 101 C wurde mit der Lockheed Martin F-35B ein senkrecht startendes und landendes Flugzeug mit der Fähigkeit zum Überschallflug zur Produktionsreife entwickelt.
Von der VJ 101 C wurden zwei Prototypen gebaut: Die X1 (Kennzeichen D-9517) und die X2 (Kennzeichen D-9518). An der Flugerprobung war unter anderem der Testpilot Hans-Friedrich (Fred) Rammensee beteiligt. Am 10. April 1963 gelang der X1 mit dem Chefpiloten des EWR, George Bright, am Steuer, in Manching der erste Schwebeflug. Der erste Normalstart fand im August, die erste Transition (Übergang vom Schwebeflug zum Horizontalflug) am 20. September desselben Jahres statt. Der erste Überschallflug (Mach 1,04) erfolgte am 29. Juli 1964. Am 14. September 1964 wurde die Maschine durch einen Defekt am Flugregler zerstört, wobei sich Bright mit dem Schleudersitz retten konnte, aber verletzt wurde.
Das Dreibeinbugfahrwerk hatte extrem lange Federwege, um die zu erwartenden harten Landestöße abzufedern. Das Bugrad war nicht lenkbar: der Pilot konnte mit Hilfe der getrennten Hauptfahrwerksbremsen das Flugzeug lenken.
Bei der VJ 101 C-X2 besaßen die Gondeltriebwerke Nachbrenner, außerdem wurde ein neuer Flugregler erprobt. Die erste Transition der Maschine fand am 22. Oktober 1965 statt.
Im Jahre 1968 wurde das Projekt eingestellt. Die VJ 101 C-X2 ist im Deutschen Museum in München ausgestellt. Pläne für ein weiter entwickeltes Modell VJ 101 D kamen über das Reißbrettstadium nicht hinaus.

## Technische Daten

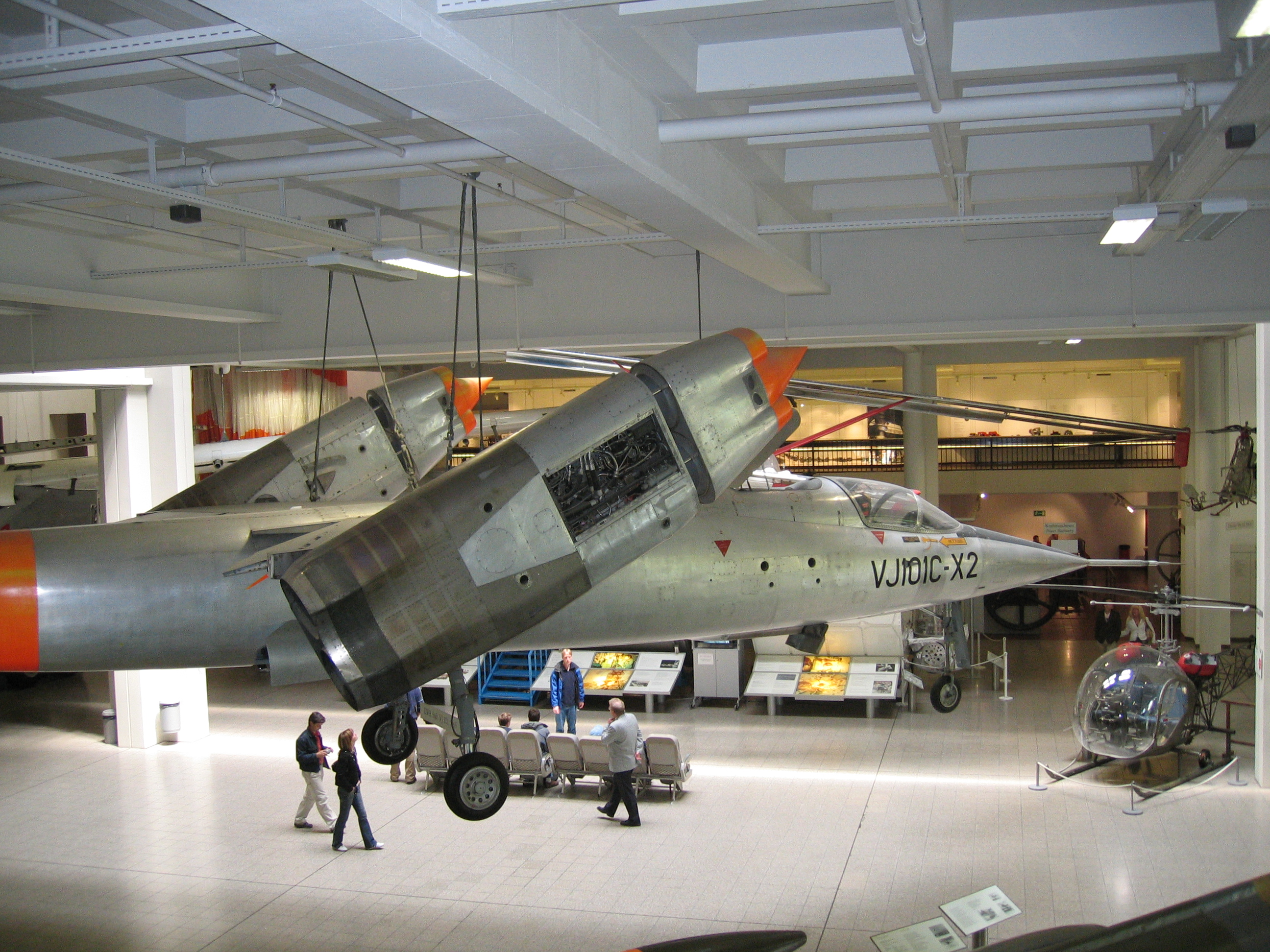
VJ 101 C-X2 im Deutschen Museum München

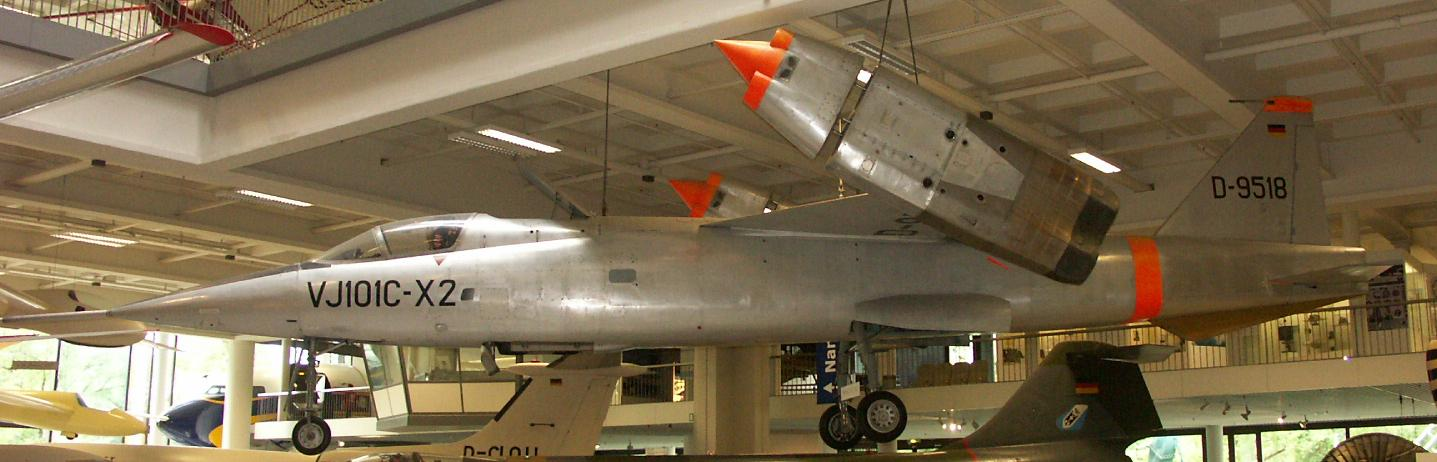
VJ 101 C-X2 im Deutschen Museum München

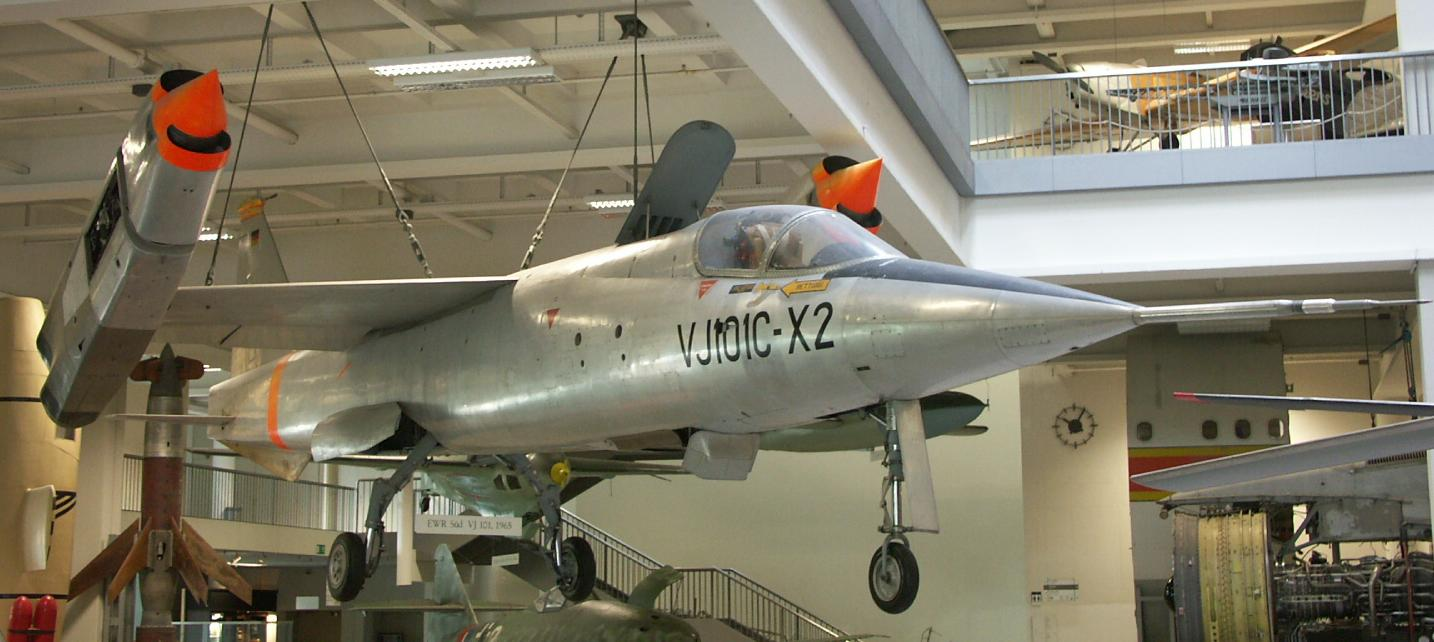
VJ 101 C-X2 im Deutschen Museum München

| Kenngröße             | Daten VJ 101 C-X2                                  |
| --------------------- | -------------------------------------------------- |
| Besatzung             | 1                                                  |
| Länge                 | 15,7 m                                             |
| Spannweite            | 6,61 m                                             |
| Höhe                  | 4,13 m                                             |
| Flügelfläche          | 18,6 m²                                            |
| Leermasse             | 4420 kg                                            |
| max. Startmasse       | 7700 kg                                            |
| Marschgeschwindigkeit | ? km/h                                             |
| Höchstgeschwindigkeit | 1.320 km/h (Mach 1,14) in 1.000 m Höhe             |
| Dienstgipfelhöhe      | 18.500 m                                           |
| Reichweite            | 3.800 km                                           |
| Triebwerke            | sechs Turbojets Rolls-Royce RB145R mit je 15,80 kN |